# Macken Aas
Mathias Widerøe Aas, detto Macken (Oslo, 12 dicembre 1886 – Oslo, 23 febbraio 1960), è stato un calciatore norvegese, di ruolo difensore.

## Carriera

### Club
Aas vestì la maglia del Mercantile, con cui vinse due edizioni della Norgesmesterskapet (1907 e 1912).

### Nazionale
Conta 2 presenze per la Norvegia. Esordì nella sconfitta per 11-3 contro la Svezia, in data 12 luglio 1908: si trattò della prima partite della storia della Nazionale norvegese. Partecipò ai Giochi della V Olimpiade.

## Palmarès

### Club

#### Competizioni nazionali
- Coppa di Norvegia: 2

Mercantile: 1907, 1912